# Le Toit bleu
Pour les articles homonymes, voir Ferme au Pouldu.
Le Toit bleu – ou encore Ferme au Pouldu – est un tableau réalisé par le peintre français Paul Gauguin en 1890. Cette huile sur toile est un paysage qui représente une ferme à Clohars-Carnoët, dans le Finistère, en Bretagne. Son arrière-plan comprend un bâtiment dont la toiture bleue donne son titre à l'œuvre. Passée entre les mains d'Ambroise Vollard, puis d'Emery Reves, celle-ci est vendue chez Christie's pour 5,3 millions de dollars américains en mai 2000. En 2024, elle est finalement acquise auprès d'un particulier par la Galerie nationale d'Australie, à Canberra. C'est la première peinture de Gauguin à entrer dans une collection publique australienne.